# Babakan (Padang)
Babakan is een bestuurslaag in het regentschap Lumajang van de provincie Oost-Java, Indonesië. Babakan telt 2581 inwoners (volkstelling 2010).